# Frederic Durán-Jordà
Frederic Durán-Jordà (n. Barcelona, España; 25 de abril de 1905 - f. Mánchester, Reino Unido; 30 de marzo de 1957) fue un médico español, pionero de la hemoterapia. Creó el primer servicio de transfusión del mundo en Barcelona en 1936. Previamente existían bancos de sangre, lugar donde se almacenan donaciones de sangre para ser transfundidas, pero fl Dr. Durán-Jordà creó una metodología que serviría para recoger las donaciones de sangre y ser transfundidas a distancia, en este caso el frente de batalla de la guerra civil española. Este método fue posteriormente aplicado en la Segunda Guerra Mundial.

## Biografía
Frederic Durán nació en el barrio barcelonés de la Barceloneta, el 25 de abril de 1905 en el seno de una familia de clase media originaria de Martorell. Su padre era un comerciante con inquietudes por la cultura y el deporte que se preocupó porque el menor de sus cinco hijos, Frederic, tuviera una educación. Él inicialmente había previsto una educación elemental, pero la capacidad del niño impresionó a sus profesores que convencieron al padre para que le permitiera, primero cursar el bachillerato y después ir a la universidad. Hubo discrepancias entre padre e hijo respecto a la elección final, Frederic se sentía atraído por la química pero finalmente se impuso el pragmatismo paterno y se matriculó en medicina en 1922. Consiguió la licenciatura a los 23 años, en junio de 1928.
Durante la carrera, su vocación por la química le condujo hacia los análisis clínicos y mientras era interno en la Cátedra de Patología Quirúrgica del Dr. Antoni Trias Pujol en el Hospital Clínico ya comenzó a trabajar en esa área. Empezó por encargarse de la sección de Análisis Clínicos del Dispensario de Aparato Digestivo del Clínico y posteriormente pasó a ser facultativo supernumerario de análisis clínico del ayuntamiento de Barcelona y a dirigir el laboratorio de análisis del Instituto Frenopático de las Corts, cargo que ocupó hasta el final de la Guerra Civil.
En el mes de febrero de 1939 Durán-Jordá abandonó España camino del Reino Unido invitado por la Cruz Roja Británica, única forma de poder emigrar a ese país; invitación a la cual muy pocas personas tienen acceso. En el caso de Durán, la Cruz Roja Británica, a través de Janet Vaughan, conoce bien sus trabajos y ante la inminencia de la 2.ª Guerra Mundial está deseosa de crear un servicio como el que había organizado en Barcelona. Se establece en Mánchester dedicándose a la patología donde llega a ser el director del departamento de patología del Hall Children’s Hospital y del Monsall Hospital. Falleció de leucemia el 30 de marzo de 1957 en el Royal Infermery de Mánchester, tenía 51 años.

## Obra

### Precedentes
Para entender la importancia de la obra de Durán Jordá es necesario colocarla en su contexto histórico. El descubrimiento de los grupos sanguíneos por parte de Karl Landsteiner a principios del siglo XX, inicia el periodo científico de la terapéutica transfusional, hasta entonces rodeada por un halo de superstición y superchería. Para llevarla a cabo es obvia la necesidad de disponer de sangre humana: la primera solución es la de realizar la transfusión de brazo del donante a brazo del receptor.
A principios de los años 20 del siglo pasado, se crea en Londres, el que posteriormente se llamaría Servicio de Transfusión de Sangre de la Cruz Roja en el Gran Londres: un grupo de personas a quienes se ha sometido a un reconocimiento físico, se les ha determinado su grupo sanguíneo y descartado el padecer la sífilis. Serán convocados cuando en un hospital se necesite una transfusión: el primer año apenas reciben 13 peticiones, pero en la década de los 30 atendían más de 3.000 llamadas anuales. Y siempre de forma absolutamente altruista.
Al mismo tiempo se empieza a trabajar en un método para anticoagular la sangre y que permitiera su transfusión: un investigador belga Albert Hustin publica en abril de 1914 un método que utilizaba citrato sódico; el 15 de noviembre del mismo año el médico Luis Agote realiza en Buenos Aires la primera transfusión con sangre anticoagulada con citrato. Posteriormente Richard Lewisohn del Hospital Monte Sinaí de Nueva York establece en 1915 la proporción de citrato mejor tolerada por el receptor, el 0,2 %. A pesar de ser conocida la anticoagulación con citrato, su uso no se generalizó y durante la Primera Guerra Mundial, como mucho, se realizaron unos cientos de transfusiones y siempre de forma “casi” directa: se extraía sangre del donante en citrato e inmediatamente se transfundía al receptor.
Los primeros intentos de conservar sangre para transfusión se hicieron en Rusia. El médico Serge Yudin comenzó a utilizar en 1930 en el Instituto Sklifosovsky de Moscú, un hospital especializado en urgencias, sangre de cadáver para transfusión llegando a crear un pequeño depósito con sangre citratada que conservaba a 4 °C. Hacia 1938 había inyectado sangre de esta procedencia a 2.500 personas, de las que siete murieron y 125 experimentaron reacciones leves como fiebre y escalofríos.
En 1937 el Dr. Bernard Fantus, un médico del Hospital del Condado de Cook en Chicago, creó un servicio destinado a recoger donaciones de sangre en un frasco de vidrio con citrato y almacenarla en frío tras su análisis. Él lo denominó Laboratorio de Conservación de Sangre, pero debido a su funcionamiento de depositar y extraer, pronto recibió un nombre que se popularizó rápidamente: Banco de Sangre.
Pero cinco meses antes ya se había creado en Barcelona el primer servicio de transfusión diseñado para recolectar sangre, conservarla y transportarla para ser transfundida a distancia y esa fue la obra de Frederic Durán-Jordá.

### El Servicio de Transfusión de Barcelona
En aquella época en Barcelona se realizaban fundamentalmente transfusiones directas brazo a brazo con la jeringa de Jubé. El Dr. Ricardo Moragas publica que en 1935 se habían realizado en el Servicio de Transfusión Sanguínea del Hospital de la Santa Cruz y San Pablo de Barcelona, 128 transfusiones todas ellas de forma directa a partir de familiares en 83 ocasiones, en 29 con donantes del hospital y en 16 con donantes “profesionales”. Las transfusiones directas en ocasiones obligaban a la exposición quirúrgica de la vena del brazo lo que dificultaba ulteriores donaciones/transfusiones.
En aquellos momentos sólo el Dr. José Antonio Grífols Roig realizaba transfusiones indirectas con sangre citratada en la flébula transfusora que él mismo había diseñado. Un recipiente de vidrio donde se recogía la sangre del donante en citrato y se infundía posteriormente al receptor mediante la inyección de aire al recipiente de vidrio. Técnicamente era de realización complicada y al utilizar un circuito abierto al exterior no permitía su almacenamiento más allá de unas pocas horas, debido al riesgo de contaminación bacteriana.
Cuando estalla la Guerra Civil, Durán se incorpora al Hospital 18 situado en la montaña de Montjuïc para colaborar en la atención de los heridos que llenaban todos los hospitales de la ciudad. Allí pudo observar que en ocasiones la cantidad de sangre que se tenía que transfundir era mayor que la que podría proporcionan un donante mediante la transfusión directa. Además recibe una carta de dos compañeros suyos Wenceslao Dutrem y Serafina Palma, destacados en el frente de Aragón, donde se lamentan de la falta de sangre para los heridos del frente. Esta misiva lo acaba de decidir: abandona el hospital y con el apoyo del Servicio de Sanidad del Ejército Republicano es encargado de crear un servicio que proporcionara la sangre necesaria para la transfusión de los heridos tanto militares como civiles.
El Servicio de Transfusión se ubica inicialmente en unas dependencias del Hospital 18 de Montjuïc al que se incorpora un grupo de colaboradores, siendo algunos de ellos esenciales en el desarrollo, partiendo casi de 0, de la tecnología necesaria para poder llevar a cabo la empresa: p.ej. Alfred Benlloch Llorach y Enric Margarit Aleu. Se empieza una actividad febril a principios de agosto que hace posible que se envíe la primera remesa de siete litros de sangre a los hospitales del frente de Aragón a mediados de septiembre. Posteriormente, para poder hacer frente a la creciente demanda y facilitar el acceso de los donantes a las extracciones, se trasladó el Servicio de Transfusión al centro de la ciudad, a la calle Mallorca 216, entre Balmes i Enrique Granados el 5 de febrero de 1938.

## El método Durán
En la primera visita del potencial donante, se registraba un nombre, dirección e historial médico. Si no existían razones para la exclusión, se realizaba una extracción donde se determinaba el grupo sanguíneo y se realizaba la prueba de Wasserman-Bordet para detectar la sífilis. Si todas las pruebas eran correctas se le citaba a la semana siguiente para la extracción. En un principio sólo se extraía sangre de grupo O, que iría al frente de combate y sangre de grupo A que se reservaba para los hospitales de la ciudad, donde se transfundiría previa determinación del grupo sanguíneo del receptor.
Las extracciones se hacían en ayunas, con un intervalo de entre tres semanas y un mes. La cantidad de sangre extraída oscilaba entre 300 y 400 ml, que se mezclaba al 10% con una solución de citrato al 4%. Con el donante en decúbito en una camilla, la zona de venipuntura (generalmente la flexura del codo) se limpiaba con yodo y alcohol y se delimitaba con tallas estériles. La extracción se realizaba a través de una aguja modificada por Durán en unos matraces de Erlenmeyer de 500 ml que se agitaban continuamente para favorecer la mezcla de la sangre con el anticoagulante, con la ayuda de un sistema de vacío.
Posteriormente se verificaba la esterilidad de la sangre contenida en el matraz extrayendo una muestra que se sembraba en tubos de agar y la sobrante se utilizaba para recomprobar el grupo sanguíneo del matraz. Sin embargo, los errores en la determinación del grupo sanguíneo debido, entre otras causas, a la calidad de los reactivos que eran preparados en el mismo Servicio, se aconsejaba realizar antes de la transfusión la prueba biológica de Ochlecker: inyectar de 5 a 10 ml de sangre, esperar de 10 a 15 minutos, y continuar la transfusión si no se habían producido síntomas.
Si la extracción se consideraba correcta, se mezclaba la sangre de seis donantes del mismo grupo en un matraz de Erlenmeyer de dos litros, haciéndola pasar por un filtro formado por tejido de seda con un tamaño de poro de unos 250 µm. Con ello se lograban eliminar los coágulos y agregados que se hubieran podido formar durante la sangría.
Inicialmente la sangre, una vez mezclada, era colocada en frascos de vidrio con forma de balón de unos 300 ml con tapón de goma a través de los cuales pasaban unos tubos de vidrio. Cuando era el momento de utilizarlos, la sangre se hacía fluir inyectando aire dentro del frasco a través del tapón de goma con una pera. Gracias a la colaboración del Dr. Cullell de los Laboratorios Pujol-Cullell este método fue posteriormente sustituido por un recipiente estéril de vidrio cerrado bajo presión, con un arco voltaico. Eran los llamados tubos Rapide, una patente que el Dr. Cullell había comprado a un ingeniero madrileño. El sistema Rapide permitía que, sin ningún aparato transfusor y solamente con la aguja y el filtro que llevan conectadas las botellas, se realizara la transfusión incluso en primera línea de fuego.
Las botellas de sangre se almacenaban a 2 °C en posición vertical un máximo de 15 días y antes de utilizarlas se comprobaba que existiera una interfase clara entre el paquete eritrocitario y el plasma y que éste mantuviera su color amarillento. Las botellas con sobrenadante hemolítico eran desechadas. Si el aspecto de la botella era el correcto, se calentaba al baño María antes de su administración al paciente.
El Dr. José Vives Mañé, después de realizar más de 130 transfusiones con el método Durán concluye: “El método Durán tiene la ventaja de ser un método rápido y cómodo. Los resultados que hemos obtenido nos obligan a ser sus más decididos defensores, ya que estamos convencidos que en el frente es insustituible”.
Un camión Diamon de cuatro toneladas con dos grupos electrógenos del Sr. Vidal, que se dedicaba al transporte de pescado del norte, convenientemente acondicionado permitió a finales de agosto de 1936 por primera vez en la historia transportar sangre para transfusión a una distancia de unos 300 km. Se hacían envíos semanales al frente, y se intentaba mantener unas existencias de 35 litros de sangre en cada hospital.
Durante los 30 meses que funcionó, el Servicio de Transfusión de Barcelona registró unos 28.900 donantes, realizó más de 20.000 donaciones, y procesó y preparó para transfundir 9.000 litros de sangre.

## Contribuciones
Las aportaciones a la medicina del doctor Durán Jordá, pionero del servicio moderno de transfusión sanguínea, son admirables; más aún si se toma en consideración las circunstancias y limitaciones del momento
•La mejor manera de tratar la sangre no era llevarla de hospital en hospital, sino crear una organización grande y estable que proporcionase tal servicio. Actualmente se sigue apostando por la centralización.
•Vio rápidamente que las investigaciones del momento, que apostaban por la sangre extraída de cadáveres, iban mal encaminadas. Era imprescindible utilizar a donantes vivos. Hoy en día son donantes voluntarios.
•Promoción de donación de sangre. La convocatoria de donantes se hacía a través de llamamientos por radio, en conciertos...
•Durán determinó que la extracción de sangre debía hacerse en ayuno. Hoy en día no es así: hay que haber hecho la digestión.
•También determinó que, entre extracción y extracción, debían pasar un periodo de tres semanas Actualmente hay que esperar 60 días. Si eres mujer puedes donar 3 veces al año y si eres hombre, 4.
•La filtración de la sangre, siempre en sistemas cerrados al vacío para evitar la contaminación. Igual que hoy en día, pero con técnicas más avanzadas.
•Ignorando en aquel momento la existencia de los grupos Rh, el doctor tuvo la genial idea de mezclar la sangre de seis donantes del mismo grupo para reducir al máximo los posibles riesgos. En la actualidad, cada paciente recibe su mismo grupo sanguíneo.
•Conservar la sangre en frío, a una temperatura de entre 2 y 4 grados. Todavía sigue siendo así.
•Durán Jordá acabó con la transfusión de brazo a brazo y fomentó la actual autoinyectable.
•Perfeccionó el recipiente de cristal que se utilizaba para guardar la sangre. Utilizó vidrio transparente y neutro con dos compartimentos: uno, en la parte inferior, con capacidad de 400 cm² que contenía sangre y otro, en la parte superior, que llevaba aire ultra filtrado a dos atmósferas de presión. En nuestros días se utilizan unas bolsas de plástico, totalmente esterilizadas, que sirven para almacenar los componentes de la sangre.
•Insinuó la utilidad de las transfusiones de fracciones de sangre (plasma, plaquetas...)
•Se habilitó la primera unidad móvil para el transporte de sangre del mundo, un camión frigorífico de un repartidor de pescado. Ahora, la unidad móvil está equipada con bandejas de butanodiol para controlar la temperatura de las donaciones de sangre

## Corolario
Frederic Durán Jordá fue un pionero en el campo de la hemoterapia ya que creó por primera vez en la historia un servicio de transfusiones en el sentido moderno del término. Lo llevó a cabo gracias a su mentalidad analítica y práctica y por su capacidad de saberse rodear de un equipo humano que hizo posible crear, a partir casi de la nada, la tecnología necesaria. La tecnología con el paso de los años ha quedado obsoleta, pero los principios y los fundamentos teóricos sobre los que lo implantó, como por ejemplo el asegurar la ausencia de contaminación bacteriana de las unidades de sangre, siguen plenamente vigentes.